# Consuelo Andrew Seoane
Consuelo Andrew Seoane (1876–1964) ezredes, az USA hadserege harmadik lovasezredének tisztje, egyike az első két amerikai kémnek a hadseregtől, akikről tudható, hogy működtek Japánban, Koreában Ryukyu-n, Taiwanon, Mandzsúriában és Kínában.
Az USA haditengerészete parancsnokának, Joseph Cheesman Thompson-nak a társaságában Seoane ezredes felvett neveken utazott mint dél-afrikai állampolgár és természettudós, miközben feltérképezte az inváziós útvonalakat, és megszámolta a haditengerészeti ágyúkat és erődítményeket az 1909-1911 közötti császári Japánban. Önéletrajzában ( mely Beyond the Ranges, vagyis Túl a határon címmel jelent meg 1960-ban) úgy jellemzi saját magát, mint „az amerikai hadsereg tisztje a spanyol-amerikai háborúban, a Fülöp-szigeteki felkelésben, kém Japánban és két világháborúban.”
Özvegye, Rhoda Low Seoane is írt róla egy könyvet, melynek címe Uttermost East and the Longest War (A legtávolkeletibb és leghosszabb háború, 1968-ban jelent meg ). Az Ibizai kopót az USA-ban Seoane ezredes és felesége honosította meg 1956-ban.
Ismert rokonai : unokaöccse,  William Sims Bainbridge szociológus, illetve sógora, Louis Livingston Seaman sebész.

## Fordítás
- Ez a szócikk részben vagy egészben  a   Consuelo Seoane című angol Wikipédia-szócikk fordításán alapul.  Az eredeti cikk szerkesztőit annak laptörténete sorolja fel. Ez a jelzés csupán a megfogalmazás eredetét és a szerzői jogokat jelzi, nem szolgál a cikkben szereplő információk forrásmegjelöléseként.